# 孟庄镇 (辉县市)
孟庄镇，是中华人民共和国河南省新乡市辉县市下辖的一个乡镇级行政单位。

## 行政区划
孟庄镇下辖以下地区：
孟庄村、路固村、段屯村、涧头村、东夏峰村、西夏峰村、南田庄村、北田庄村、常屯村、郑屯村、高村、范屯村、前李固村、中李固村、后李固村、孟坟村、南陈马村、大浦水村、小浦水村、郭村、徐村、侯村、烟墩村、小吕村、梁村、三里屯村和南李庄村。